# Израелити
Израелити (хебр. בְּנֵי יִשְׂרָאֵל — „Деца Израиља”) били су група племена која су говорила семитским језицима на древном Блиском истоку, која су током гвозденог доба насељавала део Ханана. Јевреји и Самарићани тврде да воде порекло од древних Израелита.